# Sint-Quintinuskerk (Oostkerke)

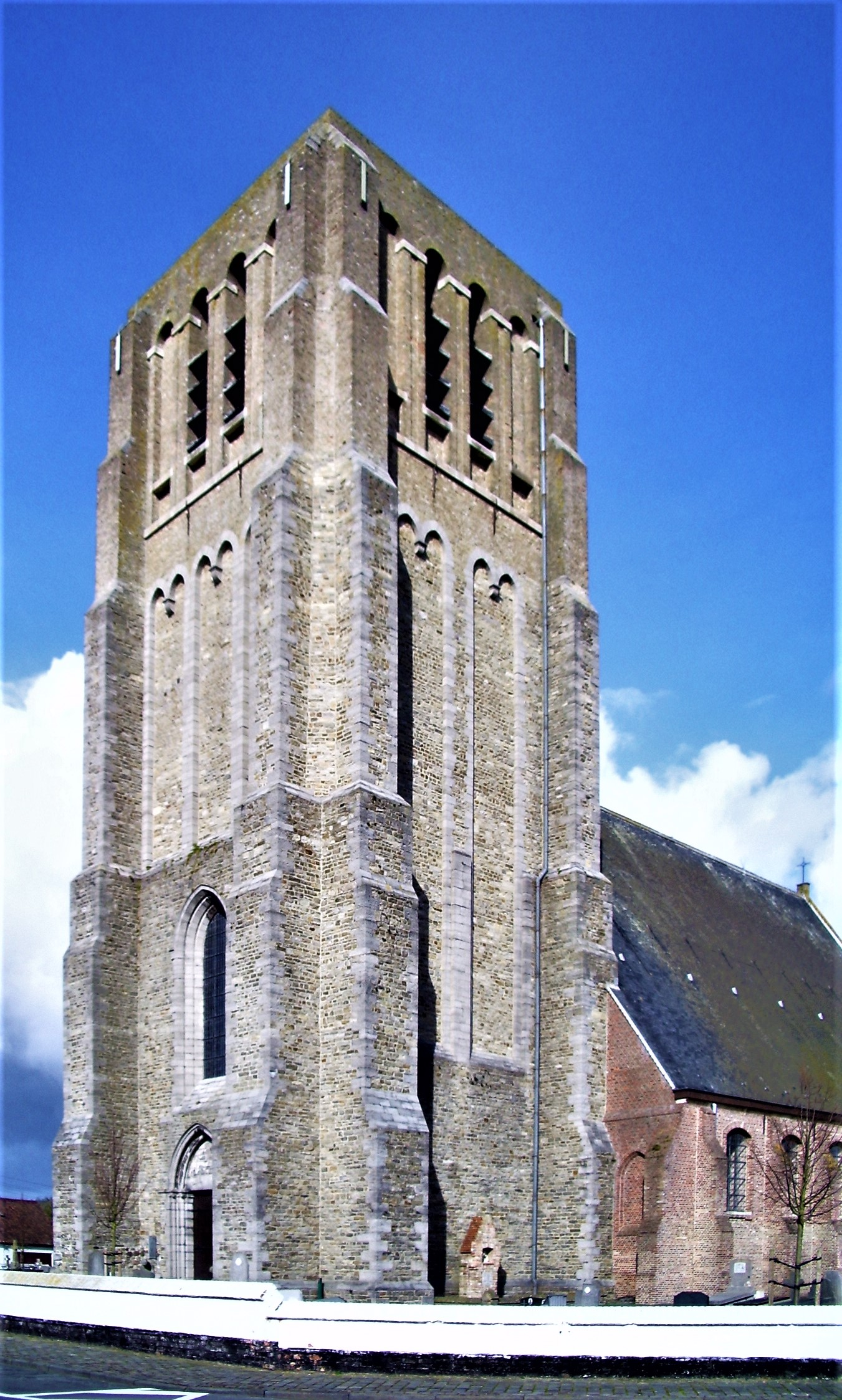
Blick zum rekonstruierten massiven Turm der Quintinuskerk

Die Sint-Quintinuskerk (auch niederländisch Sint-Kwintenskerk) ist eine römisch-katholische Kirche in Oostkerke, einem Ortsteil von Damme in der belgischen Provinz Westflandern. Die Kirche ist als Kulturdenkmal eingestuft.

## Geschichte
Die Pfarrei Oostkerke geht auf das 11. Jahrhundert zurück und der heutigen im Kern gotischen Kirche ging ein romanischer Vorgängerbau voraus. 1159 wurden die Gebeine des heiligen Guthago durch den Bischof von Tournai in der Kirche in einem Reliquienschrein beigesetzt. Die Kirche wurde seinem Patrozinium unterstellt und es entwickelte sich eine Wallfahrt zu den als wundertätig verehrten Gebeinen des Heiligen. Später wechselte das Patrozinium zum heiligen Quintinus, als die Kirche der Abtei Mont-Saint-Quentin unterstellt wurde.
In der ersten Hälfte des 12. Jahrhunderts mussten der Chor und das Querschiff der Kirche nach einem Deichbruch wieder aufgebaut und verstärkt werden. Im 13. Jahrhundert wurde das romanische Langhaus durch ein frühgotisches dreischiffiges Langhaus mit dem heutigen monumentalen Westturm ersetzt. Im 14./15. Jahrhundert wurde der romanische Chor durch eine für Westflandern typische dreischiffige Choranlage ersetzt. Zwischen den beiden gotischen Teilen wurde das romanische Querhaus beibehalten. 1530/31 wurde das Nordschiff teilweise erneuert. Nachdem an der Kirche zwischen den Jahren 1579 und 1586 zeitweise die Reformation eingeführt war, kam es in den Kämpfen um die Rekatholisierung mehrfach zu Beschädigungen des Gotteshauses. In den Jahren 1612/13 erfolgte eine Restaurierung der Kirche durch die Brügger Maurer Jacques de Wyntere und Pieter Aernoudts, in den Jahren 1639 bis 1641 wurde die Kirche umgebaut, wobei die Kirche fast vollständig neu aufgebaut wurde. 
1875 beschloss die Gemeinde den Turm wegen Baufälligkeit abreißen lassen, jedoch wurde auf Anweisung der Provinzregierung und der Königlichen Denkmalkommission der Turm 1891 von Medard De Clerck aus Roeselare restauriert und gesichert. In der Spätphase des Zweiten Weltkrieges wurde der Turm nach wiederholtem Beschuss der Alliierten durch deutsche Truppen am 22. Oktober 1944 gesprengt, der bei seinem Einsturz den größten Teil der Kirche zerstörte. Zwischen 1952 und 1954 erfolgten die Rekonstruktion und Wiederaufbau.